# Acidose metabólica
A acidose metabólica é o excesso de acidez no sangue caracterizada por uma concentração anormalmente baixa de carbonatos. 
Quando um aumento do ácido supera o sistema tampão do pH do corpo, o sangue pode tornar-se realmente ácido. Quando o pH sanguíneo cai, a respiração torna-se mais profunda e rápida à medida que o organismo tenta livrar o sangue do excesso de ácido reduzindo a quantidade de dióxido de carbono. 
Finalmente, os rins também tentam compensar excretando mais ácido na urina. No entanto, ambos os mecanismos podem ser superados quando o corpo continua a produzir ácido em demasia, o que acarreta uma acidose grave e, em última instância, o coma.
Junto com a acidose respiratória, é uma das duas causas gerais de acidemia.

## Diagnóstico
Um ECG pode ser útil para antecipar as complicações cardíacas.
Outros testes que são relevantes neste contexto são eletrólitos (incluindo cloro), glicose, função renal e hemograma. O exame de urina pode revelar acidez (envenenamento por salicilato) ou alcalinidade (acidose tubular renal tipo I). Além disso, pode mostrar cetonas na cetoacidose.
Para diferenciar entre os tipos principais de acidose metabólica, uma ferramenta clínica chamada de anion gap é considerada muito útil. Ela é calculada através do nível de sódio menos os níveis de cloro e bicarbonato somados:
Como o sódio é o principal cátion extracelular e o cloro e o bicarbonato são os principais ânions, o resultado deve refletir os ânions restantes. Normalmente, essa concentração é de cerca de 8-16 mmol/l (12±4). Um anion gap elevado (> 16 mmol/l) pode indicar tipos particulares de acidose metabólica, particularmente certos envenenamentos, acidose láctica e cetoacidose.

## Causas

### Doença
A malária pode causar acidose metabólica. O Malaria Plasmodiums destrói as hemácias muito eficientemente. Isso causa uma anemia severa que leva a baixos níveis de oxigênio. Há formação de lactato como resultado disso, fazendo com que o pH sanguíneo caia.
As outras causas principais são agrupadas de acordo com a influência do anion gap:

### Anion gap aumentado
As causas incluem:
- acidose láctica
- cetoacidose
- insuficiência renal crônica (acúmulo de sulfatos, fosfatos, ácido úrico)
- intoxicação:
  - ácidos orgânicos (salicilatos, etanol, metanol, formaldeído, etileno glico, paraldeído, INH, tolueno)
  - sulfatos, metformina (Glucofago)
- rabdomiólise massiva

### Anion gap normal
As causas incluem:
- diarreia de longa duração (perda de bicarbonato)
- fístula pancreática
- uretero-sigmoidostomia
- acidose tubular renal
- intoxicação:
  - cloreto de amônio
  - acetazolamida (Diamox)
  - sequestradores do ácido biliar
  - álcool isopropil
- insuficiência renal (ocasionalmente)
- cheirar cola

## Tratamento
Um pH abaixo de 7,1 é uma emergência médica, devido ao risco de arritmias cardíacas, sendo necessário o tratamento com bicarbonato intravenoso. O bicarbonato é administrado em 50-100 mmol por vez sob vigilância estrita das leituras de gasometria. Essa intervenção, no entanto, não é efetiva em casos de acidose láctica.
Se a acidose é particularmente grave e/ou pode haver intoxicação, a consulta com um nefrologista é considerada útil, já que uma diálise pode tratar tanto a intoxicação quando a acidose.